# Oliver Kragl
Oliver Kragl, né le 12 mai 1990 à Wolfsburg, est un footballeur allemand. Il évolue au poste de milieu relayeur au Foggia Calcio.

## Biographie
Il inscrit huit buts en première division autrichienne lors de la saison 2013-2014 avec le SV Ried.

## Palmarès
- Champion de 3. Liga en 2011 avec l'Eintracht Brunswick